# Obszczij Kołodieź
Obszczij Kołodieź (ros. Общий Колодезь) – wieś (ros. село, trb. sieło) w zachodniej Rosji, w sielsowiecie szeptuchowskim rejonu korieniewskiego w obwodzie kurskim.

## Geografia
Miejscowość położona jest w dorzeczu Kriepny (dopływu Sejmu), 6,5 km od centrum administracyjnego sielsowietu szeptuchowskiego (Szeptuchowka), 17,5 km od centrum administracyjnego rejonu (Korieniewo), 80 km od Kurska.
W granicach miejscowości znajduje się 67 posesji.

## Demografia
W 2010 r. miejscowość zamieszkiwało 110 osób.